# المستقبل الرياضي بالجريصة
المستقبل الرياضي بالجريصة (بالفرنسية: Avenir sportif de Jérissa)‏، هو فريق تونسي لكرة قدم النسائية تأسس سنة 2021 في مدينة الجريصة، ولاية الكاف، يلعب هذا الفريق في الرابطة التونسية المحترفة لكرة القدم للسيدات في موسم 2022–23.

## سجل ألقاب النادي
- كأس الاتحاد الوطني للمرأة :

♦ الدور النهائي  (1) : 2023.

## وصلات خارجية
- الموقع الرسمي للجامعة التونسية لكرة القدم.